# Equisetum arvense
Cavalinha (Equisetum arvense) é uma espécie de planta pteridófita da família das equissetáceas, nativa da América do Norte, Gronelândia, Eurásia, zona sul dos Himalaias, China Central, Coreia e Japão. Em Portugal é nativa do continente e introduzida nos Açores.

## Uso medicinal
A cavalinha é usada em infusões (para beber ou aplicar na pele), em problemas menores que afetam o trato urinário e no tratamento de feridas superficiais.

## Outros nomes
A cavalinha também é conhecida pelos nomes cauda-de-cavalo, cavalinha-dos-campos, pinheirinha, rabo-de-asno e rabo-de-touro.